# Den Nye Aftale
Den Nye Aftale (græsk: Ἡ Καινὴ Διαθήκη; latin: Novum Testamentum) er en nudansk oversættelse af Det Nye Testamente, som er en af de hellige skrifter inden for kristendommen.